# Omer Pacha (série télévisée)
Pour les articles homonymes, voir Omer Pacha.
Omer Pacha est une série télévisée franco-austro-allemande en treize épisodes de 26 minutes réalisée par Christian-Jaque et diffusée du 14 avril au 7 juillet 1971 sur la première chaîne de l'ORTF. Elle a été rediffusée en 1984 sur TF1.
Il s'agit d'une biographie romancée d'un épisode de la vie du général Omer Pacha (1806-1871).

## Synopsis
1837. L’Empire ottoman, qui occupe de nombreux pays d’Europe centrale, se heurte à l’Empire austro-hongrois. En Autriche, un lieutenant serbe, Michel Latas, fiancé à la belle Elisa, est injustement accusé de trahison. Obligé de fuir, il part en Bosnie, occupée par les Turcs ottomans, et cherchera à prouver son innocence afin de pouvoir épouser Elisa. Mais de vives tensions ethniques et religieuses sévissent en Bosnie…

## Distribution
- Miha Baloh (de) : Michel Latas / Omer Pacha
- Jutta Heinz : Eliza
- Franz Stoss (de) : Colonel Radakovics
- Gustaf Elger : Hussein

## Historique de la création
Tournée par le réalisateur Christian-Jaque, qui a surtout produit des films pour le cinéma tels que La Tulipe noire (1964), Fanfan la Tulipe (1952) ou Les Disparus de Saint-Agil (1938), cette mini-série est librement adaptée de la vie complexe du général Omer Pacha (1806-1871) dont une biographie romancée a été écrite par Ivo Andric en 1977 (publiée en France en 1992),.

## Fiche technique
- Titre français : Omer Pacha
- Réalisateur : Christian-Jaque
- Scénaristes : Rodolphe-Maurice Arlaud, Hubert de Giorgis, Peter Kostic, Thor Rainer
- Musique : François Rabbath (générique)
- Production :
- Sociétés de production : Europe 1, Österreichischer Rundfunk, ORTF
- Pays d'origine : France, Autriche
- Langue : français
- Nombre d'épisodes : 13 (une saison)
- Durée : 26 min
- Dates de première diffusion :  France : 14 avril 1971

## Épisodes
1. Le Duel (Verstärkung für Ogulin)
2. Le Bal (Die Garnison tanzt)
3. Le Guet-apens (Ass sticht Buben)
4. Le Procès (Der Prozeß)
5. Poursuite (Zwischen den Fronten)
6. Le Déserteur (Steuerfahndung - Auf türkisch)
7. Naïma (Ein Pilger namens Omer)
8. L’Évasion (Janitscharen vor Sarajewo)
9. L'Attentat (Retter in Not)
10. Les Serpents (Palast-Intrigen)
11. L'Attaque (Geh und handle)
12. Elisa (Auf des Messers Schneide)
13. Le Pacha (Der Thron des Kalifen)